# بخش خنرال لاس هراس
بخش خنرال لاس هراس (به اسپانیایی: Partido de General Las Heras) یک منطقهٔ مسکونی در آرژانتین است که در استان بوئنوس آیرس واقع شده‌است. بخش خنرال لاس هراس ۷۶ کیلومتر مربع مساحت و ۱۲٬۷۹۹ نفر جمعیت دارد.